# Psitaculins
Els psitaculins (Psittaculinae) són una subfamília de lloros de la família dels psitacúlids (Psittaculidae). Aquesta subfamília és controvertida i ha estat de vegades considerada una tribu (Psittaculini)
Modernament s'ha classificat 12 gèneres (dos extints) i 51 espècies (6 extintes)
- Tribu Polytelini. 			
  - Polytelis, amb tres espècies.
  - Alisterus, amb tres espècies.
  - Aprosmictus, amb dues espècies.
- Tribu Psittaculini. 			
  - Prioniturus, amb 10	espècies.
  - Eclectus, amb dues espècies. Una extinta.
  - Geoffroyus, amb 4 espècies.
  - Tanygnathus, amb 4 espècies.
  - Psittinus, amb dues espècies.
  - Psittacula, amb 13	espècies. Dues extintes.
  - Lophopsittacus, amb dues espècies extintes.
  - Necropsittacus, amb	una espècie extinta.
- Tribu Micropsittini. 			
  - Micropsitta, amb 6 espècies.